# 伊西斯神廟 (龐貝)
伊西斯神廟（英語：Temple of Isis）是位在龐貝一座供奉伊西斯的古羅馬神廟。該寺廟主要信徒所屬群體被認為包括成年女性、自由民和奴隸。 這座神廟肇建於一位自由民父親 Numerius Popidius Ampliatus 與母親 Corelia Celsa 為了使他們的6歲兒子 Numerius Popidius Celsinus 進入菁英社會。 有關這座神廟的場景，出現在當地許多古羅馬民居的飯廳的佈置中，顯示人們因為政治、經濟和社會因素造訪該神廟。